# Dibba al-Hisn Sports Club
Der Dibba al-Hisn Sports Club (arabisch نادي دبا الحصن الرياضي, DMG Nādī Dibbā l-Ḥiṣn ar-riyāḍī) ist ein Sportklub aus den Vereinigten Arabischen Emiraten mit Sitz in der Stadt Dibba al-Hisn im Emirat Schardscha.

## Geschichte
Vor der Gründung des Klubs gab es den al-Fajr Club seit 1967, als auch den al-Dhafir Club, welcher während einer Trainingseinheit in Kuwait gegründet wurde. Im Jahr 1974 schlossen sich beide Klubs dann zum heutigen Dibba al-Hisn Sport Club zusammen, doch erst im Jahr 1980 wurde der Klub auch formal registriert. In den ersten Jahren hielt sich der Klub erst einmal lange in unterklassigen Fußballligen auf. In der Saison 2001/02 tauchte der Klub mittlerweile unter den Topplatzierungen der nationalen zweiten Liga auf. Nach der Spielzeit 2002/03 qualifizierte sich der Klub schließlich für die Playoffs, unterlag hier jedoch gegen den Emirates Club. Nachdem man in der Vorsaison die Playoffs verpasst hatte, gelang dies wieder in der Saison 2004/05. Diesmal gelang es mit einem zweiten Platz für das Endspiel um den Aufstieg sich zu qualifizieren, welches am Ende mit 1:1 beschlossen wurde und der Klub so erstmals in seiner Geschichte in die erstklassige Pro League aufsteigen durfte.
Hier hatte es der Klub jedoch sehr schwer und landete mit lediglich acht Punkten am Ende der Saison auf dem zwölften und damit letzten Platz. Zurück in der Zweitklassigkeit reichte es dann erst einmal auch nur für das Mittelfeld. Konnte man sich in der Saison 2009/10 dann noch vor dem Niedergang in die Gruppe B der Division 1 retten, musste man schließlich nach der Saison 2009/10. Nun war man in der als drittklassig angesehenen Gruppe B angekommen und musste auch hier um den Halt im Mittelfeld kämpfen. Zur Saison 2012/13 wurden die Gruppen wieder zusammengeführt und der Klub konnte auch wieder im oberen Mittelfeld mithalten. Somit spielt der Klub auch noch bis heute in der zweiten Liga des Landes.

## Erfolge
UAE First Division League
Vizemeister: 2019/20, 2023/24